# Antonio Saelices
Antonio Saelices fue un personaje ficticio creado para la novela de Juan Antonio Vallejo-Nájera titulada, "Yo el Rey". En esta historia de ficción Antonio Saelices, que es un protésico dental, muere tras la Batalla de Medina de Rioseco, ocurrida el 14 de julio de 1808, en concreto durante el saqueo que las tropas francesas llevaron a cabo en la ciudad, bajo el mando supremo del Mariscal Jean Baptiste Bessières. En la historia Antonio Saelices había alcanzado fama al realizar la dentadura postiza de María Luisa de Parma. Estando ésta en el exilio, junto a la familia real española,Josefina Bonaparte, que padecía de una pésima salud dental, ve la dentadura de la reina de España y le pregunta por su autor. Ésta le da el nombre del artesano de Medina de Rioseco, pero cuando Josefina trata de encontrar a Antonio Saelices para que le realice una dentadura idéntica, se encuentra con la noticia de que las tropas napoleónicas le habían asesinado salvajemente, junto a toda su familia y los trabajadores de su taller.
No existe ninguna prueba fehaciente de la existencia real de dicho personaje Antonio Saelices. El propio autor de la novela, Juan Antonio Vallejo-Nájera, reconoció en una entrevista que era un personaje inventado por él como homenaje a su familia de Medina de Rioseco, en la que había varios miembros odontólogos. 